# Меконнен, Айеле
Айеле Меконнен (англ. Ayele Mekonnen; род. 12 декабря 1957) — эфиопский шоссейный велогонщик. Участник летних Олимпийских игр 1980 года.

## Карьера
В 1980 году был включён в состав сборной Эфиопии на летних Олимпийских играх в Москве.
На них выступил в командной гонке с раздельным стартом на 100 км. По её результатам сборная Эфиопии (в которую также входили Хайле Микаэль Кедир, Тадессе Меконнен и Тилахун Алемайеху) заняла последнее 23 место, уступив занявшей первое место сборной СССР почти 35 минут.